# خادم في مكان الحقيقة

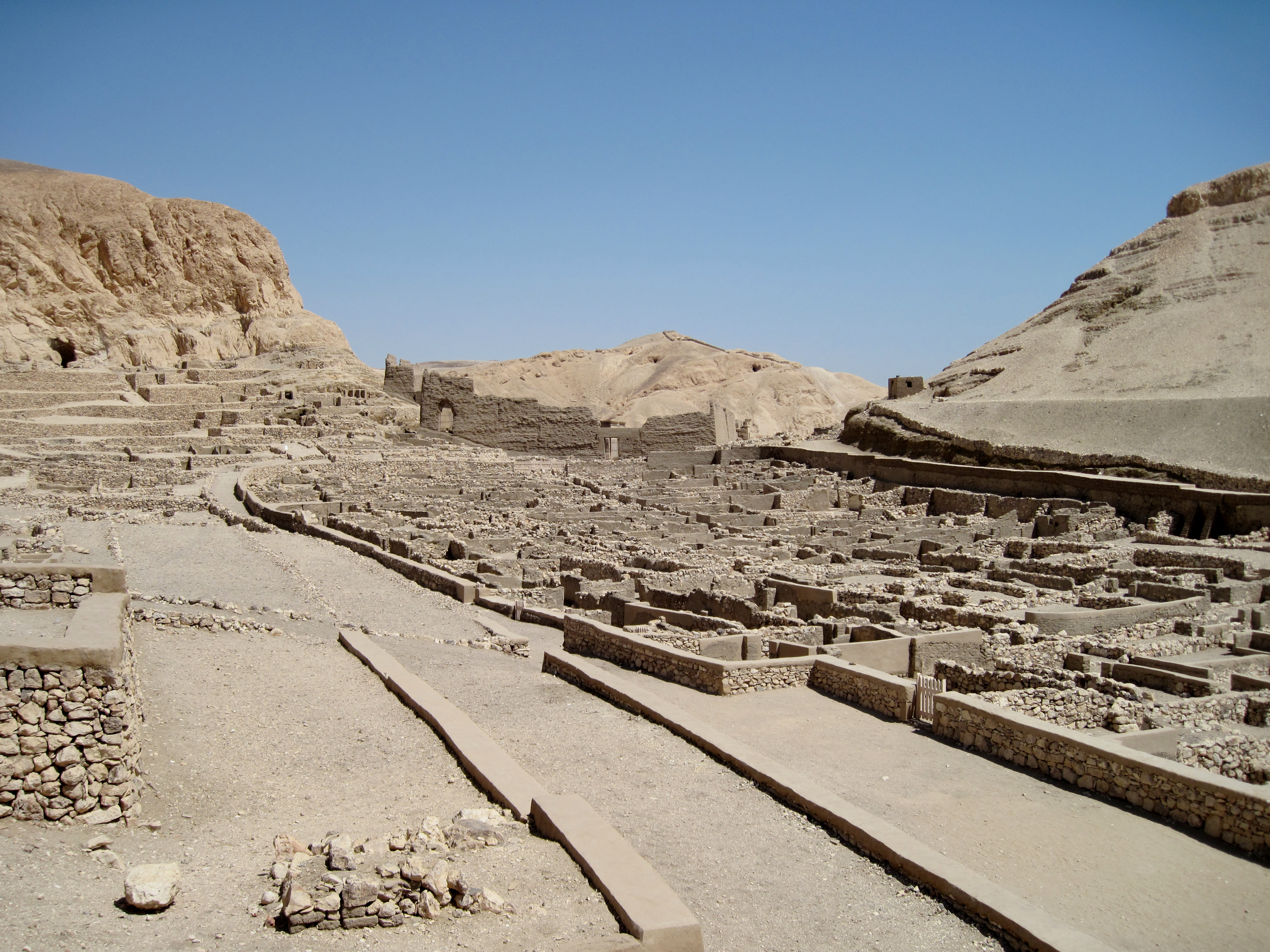
دير المدينة ، مدينة العمال الحرفيين في عهد الفراعنة، مواقع التراث العالمي لليونسكو.

خادم في مكان الحقيقة  هو لقب لكل عامل كان يعمل في دير المدينة أيام قدماء المصريين. فهو يدل على أحد العاملين المشاركين في إنشاء وتجهيز وتزيين مقبرة لفرعون أثناء حياته، حيث ينتقل -طبقا لمعتقداتهم - في حياته الأبدية بين السماء وهذا البيت أو القصر الذي يبنونه له ويحوي كل وسائل الغذاء والشراب والأثاث والترفيه. توجد قبور الفراعنة منذ عهد المملكة المصرية الحديثة على الضفة الغربية للنيل، حيث تغرب الشمس (الإله رع) وهو مكان معيشة الموتى (مكان الحقيقة).
في عهد رمسيس الثاني عين رمسيس الثاني عمدة لرعاية شئون العمال الحرفيين العاملين في دير المدينة (الخادمين في مكان الحقيقة). في نفس الوقت كان يقوم بالإشراف ورعاية البنايات في تلك المنطقة الغربية، ومعابدها والكهنة العاملين فيها.

## بالهيروغليفية
ماعت  هي إلاهة يقدسها المصريون القدماء منذ عصر ما قبل الأسرات. وبينما اعتقد المصري القديم في رع الخالق، فكانت ماعت بجانبه إلاهة النظام الكوني وإلاهة الحق والعدالة. من يريد الحياة الآخرة كان عليه الالتزام بالصدق والأمانة والخلق الحسن، تلك هي صفات ماعت الأبدية.
ومعنى «ست معات» مكان الحقيقة، كنية عن «المثوى الأخير للملوك».

## اقرأ أيضا
| - دير المدينة - مقبرة غا - مقبرة سن-نيجم - سن-نيجم - وادي الملوك - أوشبتي | - وظائف مصر القديمة - كبير الكهنة - شقفات طبية من دير المدينة - شقفة مرسومة - سننموت - الدير البحري - عمدة غرب طيبة |  |